# La Chapelle-Montmartin
La Chapelle-Montmartin ist eine französische Gemeinde mit 409 Einwohnern (Stand: 1. Januar 2022) im Département Loir-et-Cher in der Region Centre-Val de Loire. Sie gehört zum Arrondissement Romorantin-Lanthenay und zum Kanton Selles-sur-Cher. Der Ort ist bekannt für den Käse Valençay.

## Geographie
La Chapelle-Montmartin liegt etwa 25 Kilometer westnordwestlich von Vierzon am Cher, der die Gemeinde im Norden begrenzt. Umgeben wird La Chapelle-Montmartin von den Nachbargemeinden Villefranche-sur-Cher im Norden, Saint-Julien-sur-Cher im Osten, Saint-Loup und Anjouin im Südosten, Dun-le-Poëlier im Süden, Chabris im Westen sowie Gièvres im Nordwesten.

## Bevölkerungsentwicklung
| 1962                       | 1968 | 1975 | 1982 | 1990 | 1999 | 2006 | 2017 |
| 234                        | 213  | 289  | 306  | 329  | 372  | 383  | 435  |
| Quellen: Cassini und INSEE |      |      |      |      |      |      |      |

## Sehenswürdigkeiten
- altes Schloss